# Погулянка (Червенский район)
Погулянка (бел. Пагулянка) — деревня в Червенском районе Минской области. Входит в состав Валевачкого сельсовета.

## Географическое положение
Находится примерно в 20 км к северо-западу от райцентра, в 50 км от Минска, в 36 км от железнодорожной станции Смолевичи.

## История
На 1885 год населённый пункт отмечен как урочище в составе Гребёнской волости Игуменского уезда Минской губернии. Согласно переписи населения Российской империи 1897 года околица, где было 19 дворов, проживало 166 человек. На 1908 год вновь имеет статус урочища, где насчитывалось 13 дворов, 101 житель. На 1917 год отмечена околица в 21 двор, где жили 156 человек, а также урочище в 3 двора с 15 жителями. С февраля по декабрь 1918 года оккупирована немцами, с августа 1919 по июль 1920 — поляками. 20 августа 1924 года урочище вошло в состав вновь образованного Гребёнского сельсовета Червенского района (с 20 февраля 1938 — Минской области. Согласно Переписи населения СССР 1926 года здесь было 59 дворов, проживали 419 человек. На начало 1930-х здесь работали лесопилка и паровая мельница. Немцы оккупировали деревню в начале июля 1941 года. На фронте погибли 20 её жителей. Освобождена в начале июля 1944 года. 16 июля 1954 года в связи с упразднением Гребёнского сельсовета вошла в Валевачский сельсовет. На 1960 год 215 жителей. В 1980-е деревня относилась к совхозу «Светоч», здесь была животноводческая ферма. По итогам переписи населения Беларуси 1997 года в деревне насчитывалось 22 дома и 37 жителей.

## Население
- 1897 — 19 дворов, 166 жителей.
- 1908 — 13 дворов, 101 житель.
- 1917 — 24 двора, 171 житель.
- 1926 — 59 дворов, 419 жителей.
- 1960 — 215 жителей.
- 1997 — 22 двора, 37 жителей.
- 2013 — 6 дворов, 8 жителей.